# Гриб-зонтик пёстрый
Гриб-зо́нтик пёстрый (лат. Macrolepiota procera) — вид грибов семейства Шампиньоновые. Съедобен.

## Названия
Русские синонимы:
- Гриб-зонтик большой
- Гриб-зонтик высокий
- Королевский шампиньон
- Гриб-зонтик пёстрый

На других языках:
- Название на многих языках связано с зонтиковидной формой этого гриба (англ. parasol mushroom итал. ombrellone, parasole).
- В Италии молодые грибы с нераскрытой шляпкой называют «барабанными палочками» (итал. mazza di tamburo).

## Описание

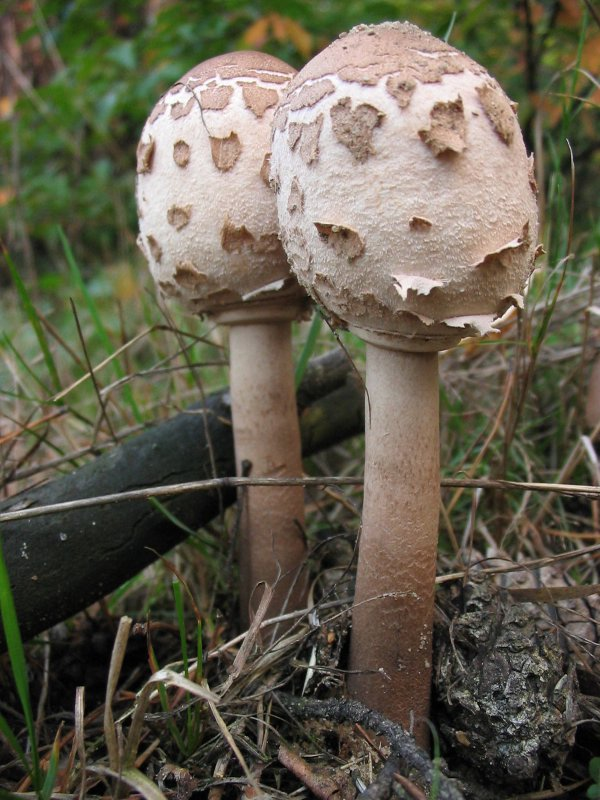
Молодые грибы

Плодовые тела шляпконожечные, центральные, бывают очень крупных размеров.
Шляпка диаметром 20—35 см, вначале шаровидная, затем раскрывается от ширококонической, выпуклой до зонтиковидной, края могут оставаться слегка загнутыми. В центре часто хорошо заметен тёмный округлый бугорок. Кожица радиально-волокнистая, коричневато-серая, покрыта легко отделяющимися тёмно-коричневыми угловатыми чешуйками.
Мякоть шляпки рыхло-мясистая, позже более плотная, белая или светлая, не изменяется при надавливании и на срезе. Запах слабый, грибной, вкус приятный, ореховый.
Ножка 10—30 (до 40) см, толщиной 1—2 (до 4) см, цилиндрическая, полая, жёстковолокнистая, с шаровидным утолщением в основании, легко отделяется от шляпки. Поверхность ножки у молодых грибов однотонно-коричневая, позже светло-бурая, покрытая тёмными чешуйками, часто расположенными кольцами, от чего ножка кажется поперечно-полосатой или похожей на змеиную кожу.
Пластинки шириной до 2 см, к ножке сужаются, легко отделяются от шляпки, свободные, белые, частые, с возрастом становятся кремовыми или бежевыми, возле ножки образуют тонкий хрящевидный коллариум.
Остатки покрывала. Кольцо плёнчатое, широкое, сверху белое, снизу буроватое, с раздвоенным краем, легко двигается по ножке. Вульва отсутствует.
Споровый порошок белый или кремовый.

### Микроскопические признаки
Споры (15—20)×(10—13) мкм, эллипсоидные, гладкие, псевдоамилоидные, метахроматичные, имеют пору прорастания, содержимое флуоресцирует.
Трама пластинок правильная, из цилиндрических тонкостенных гиф диаметром 7—15 мкм, бесцветных, с пряжками.
Гифы чешуек шляпки размером 150—400×8—10 мкм, гладкие, различной формы: нитевидные, кольцевидные или ланцетовидные, обычно перекрученные и редко отходят от шляпки вертикально. Гифы чешуек ножки сходные по строению, но обычно собраны в пучки.
Базидии четырёхспоровые, тонкостенные, булавовидные, 35—45×14—16 мкм, стеригмы длиной 4,5—6 мкм.
Хейлоцистиды тонкостенные, бесцветные, различной формы, 30—55×12—20 мкм, имеются каулоцистиды.

### Цветовые химические реакции
Реакции пластинок с α-нафтолом и мякоти с анилином отрицательные; мякоть с фенолом и с феноланилином коричневеет, с гваяколом даёт голубовато-зелёную окраску; реакция с сульфованилином отрицательная.

## Экология и распространение
Сапротроф, растёт на песчаных почвах в светлых лесах на полянах и опушках, просеках и вырубках; встречается на открытых травянистых местах, в парках, на полях, огородах.
Широко распространён в северном умеренном поясе. Встречается в Европе и в Закавказье повсеместно, в Азии — Турция, Иран, Индия, Средняя Азия (Кыргызстан), Казахстан, Китай, Монголия, Сибирь, Дальний Восток, Япония, в Северной Америке — повсеместно, в Южной Америке — Чили, в Австралии, Африке (Алжир, Марокко, Кения, Заир), а также на островах — Куба, Соломоновы острова, Мадагаскар, Шри-Ланка.
Плодоносит одиночно или неплотными группами, может образовывать ряды и «ведьмины круги».
Сезон июнь — ноябрь.

## Сходные виды
Съедобные:
- Гриб-зонтик изящный (Macrolepiota gracilenta) и сходные с ним виды имеют значительно меньшие размеры.
- Гриб-зонтик краснеющий (Chlorophyllum rhacodes) меньшего размера, с «лохматой» поверхностью шляпки и краснеющей мякотью.

Ядовитые:
- Chlorophyllum molybdites встречается в Северной Америке, меньшего размера, мякоть его при надавливании становится красно-коричневой, споровый порошок оливково-зелёный.
- Chlorophyllum brunneum меньше, с краснеющей мякотью.

## Пищевые качества
Съедобный гриб, любители считают его одним из лучших. Молодые шляпки можно обжаривать на решётке или в панировке, иногда в сыром виде зонтик используется в салатах и бутербродах. Обычно жёсткие ножки, как правило, засушиваются и перетираются в порошок, являющий собой приправу с ярко выраженным грибным вкусом и запахом. Засушенные ножки можно не перетирать, а целиком варить в супах. Более старые грибы с плотной мякотью можно использовать для квашения. Перед кулинарной обработкой гриб необходимо очистить от жёстких чешуек.

## Галерея

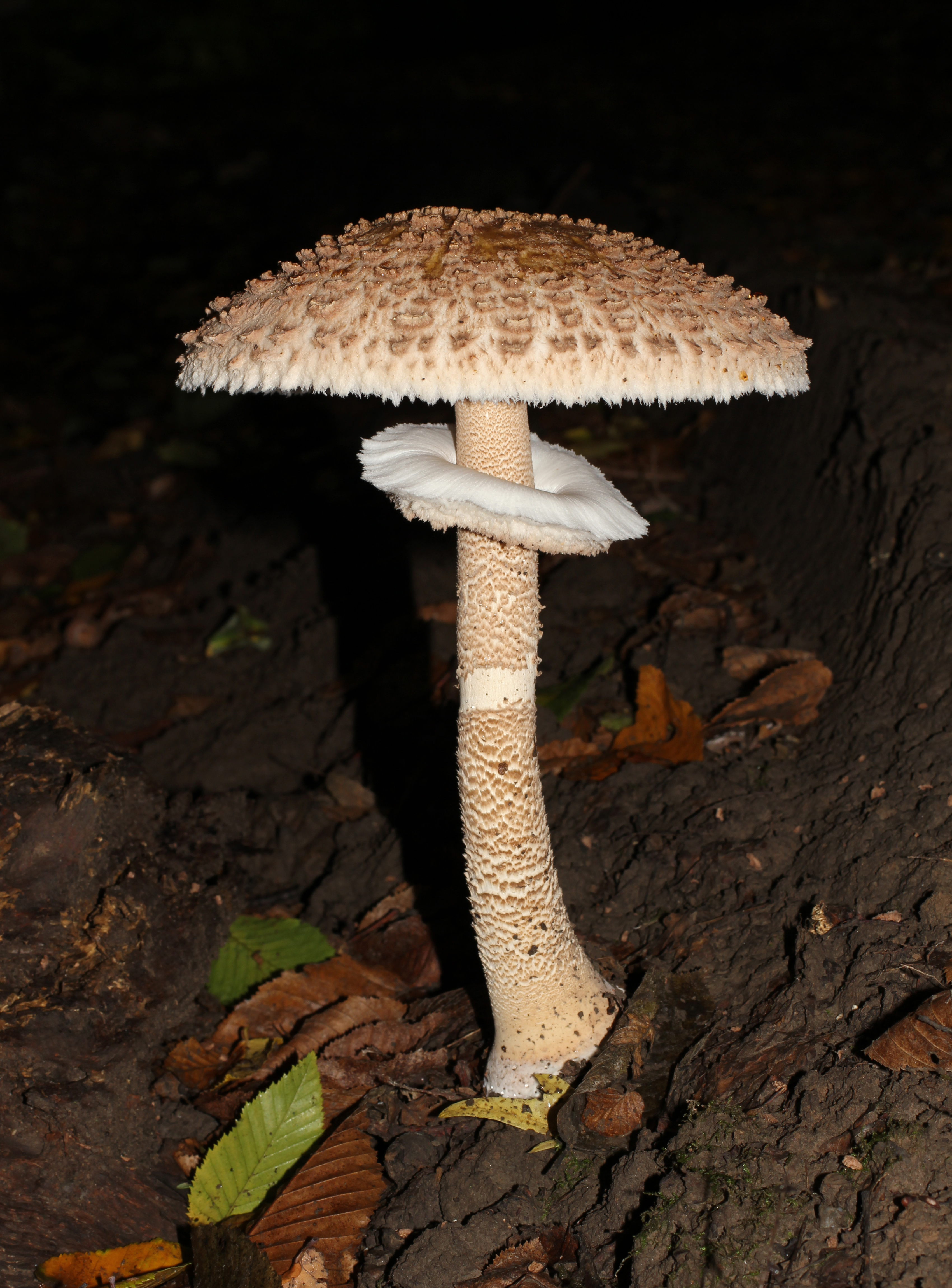
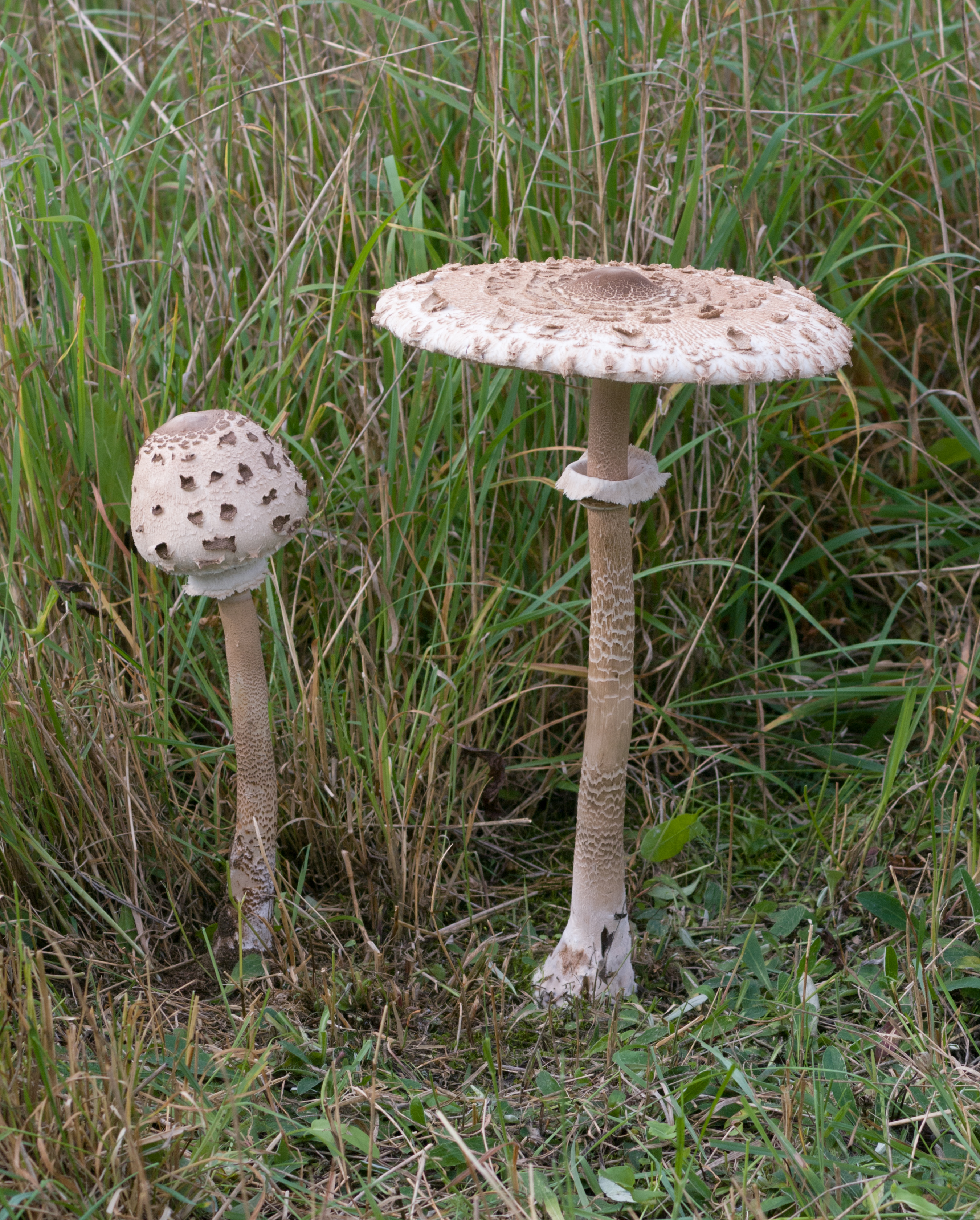
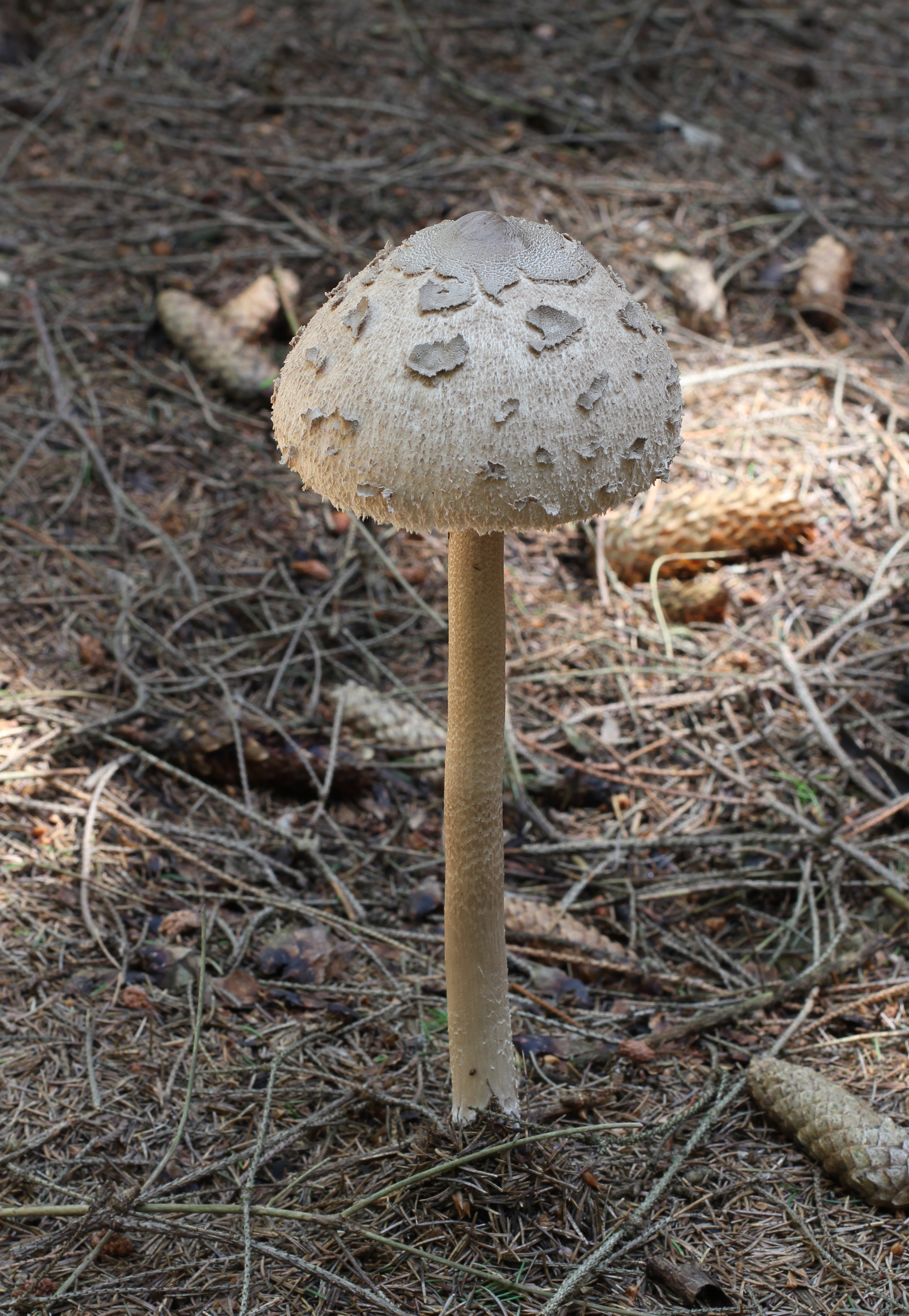
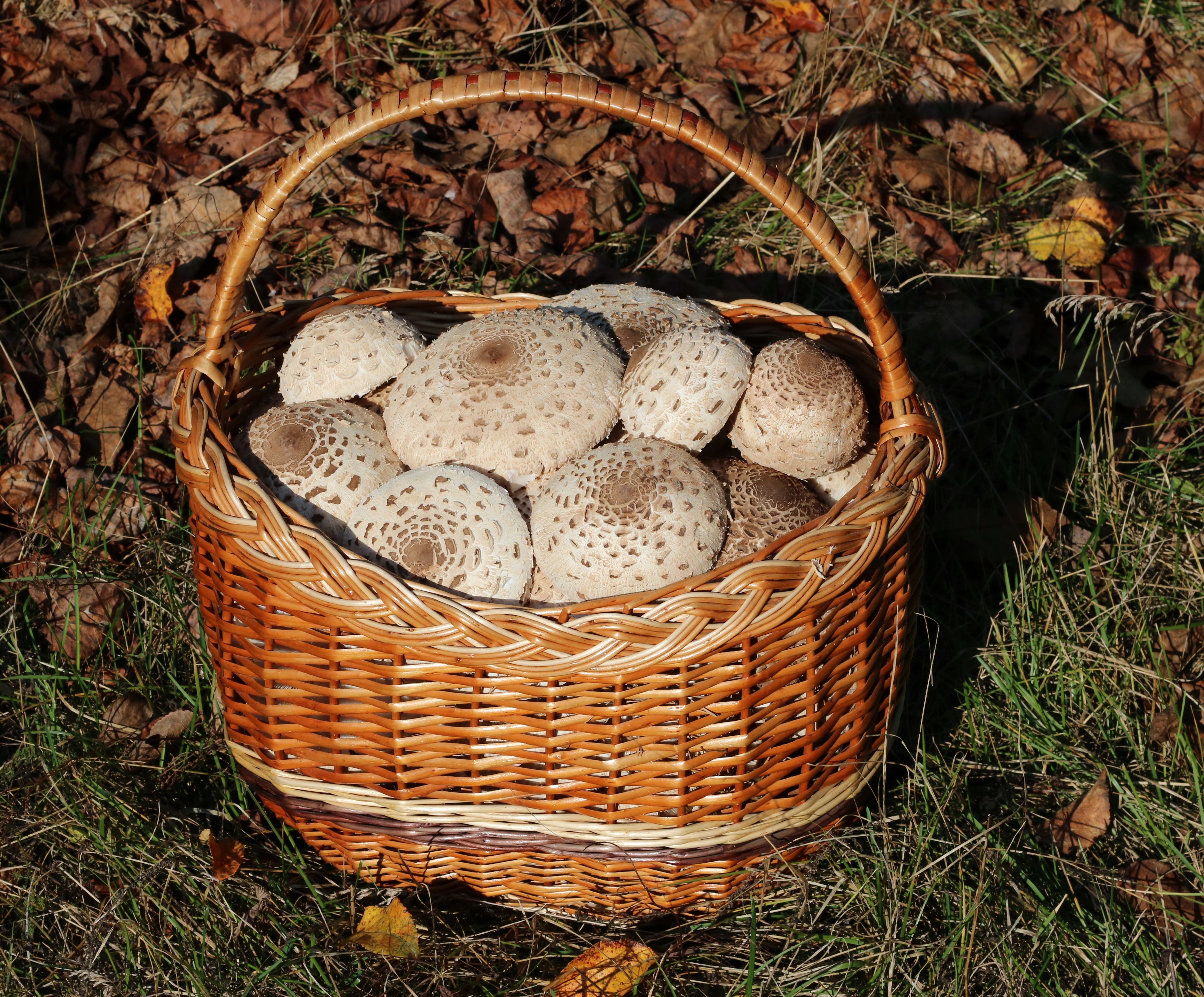
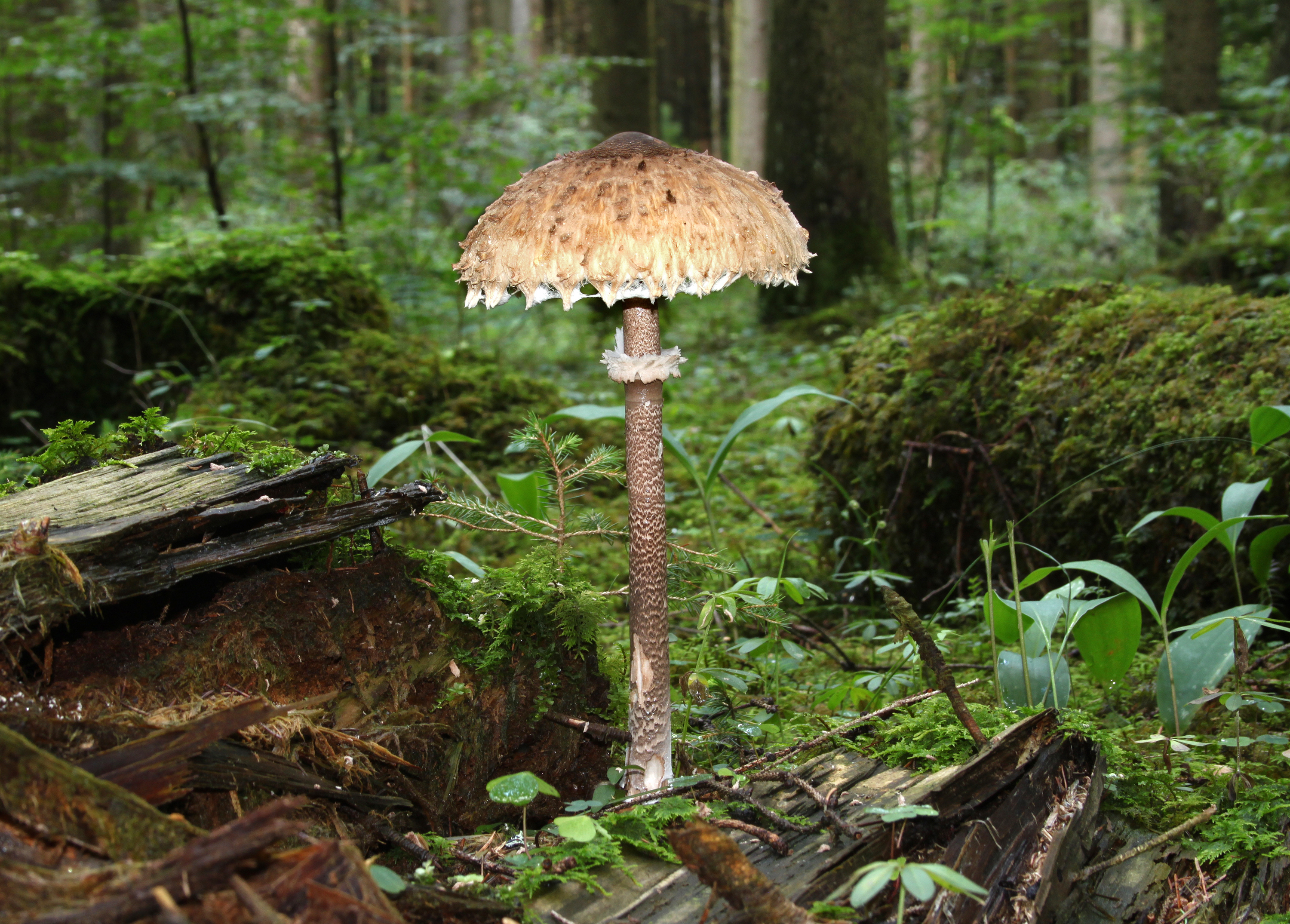
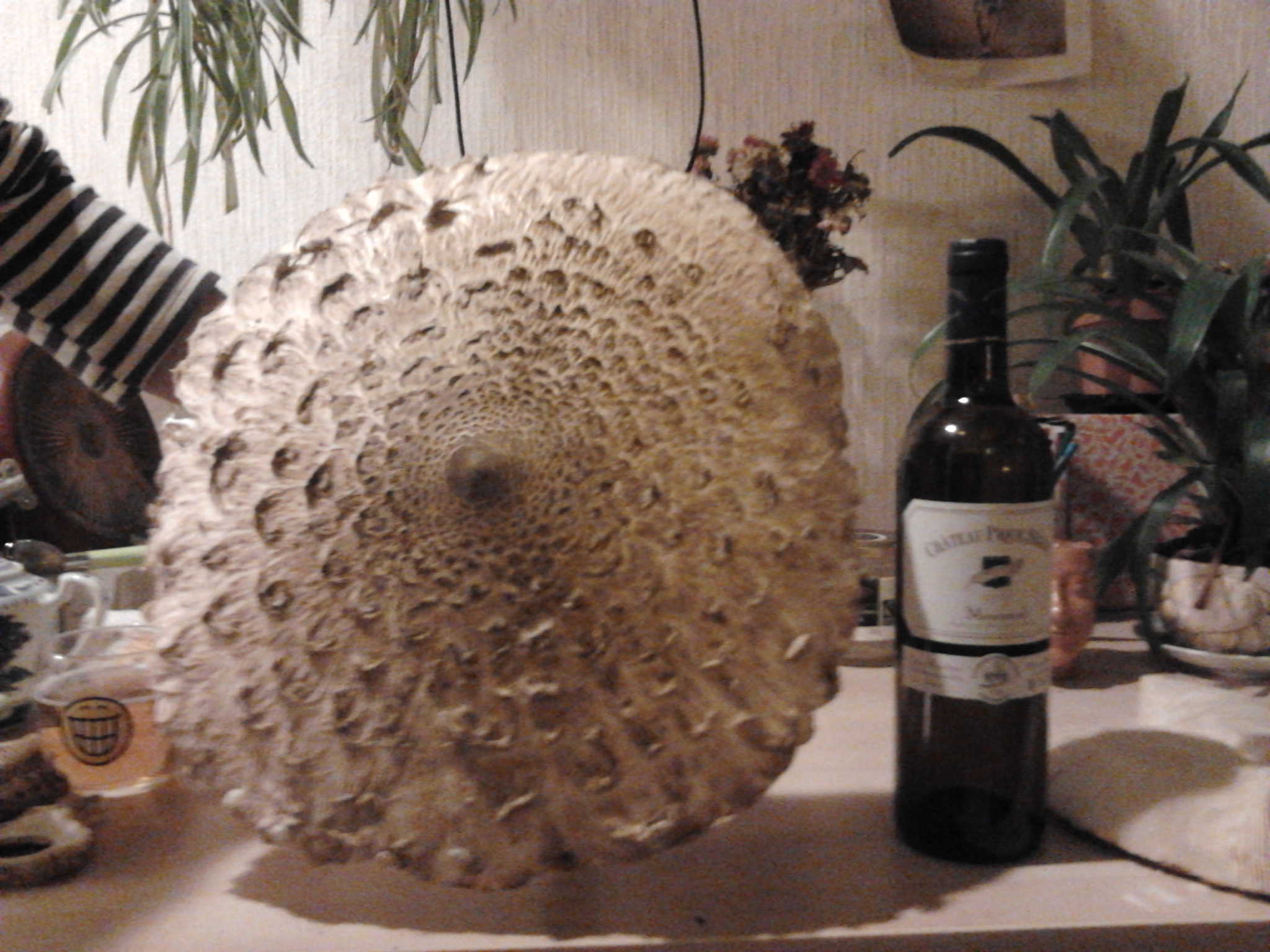
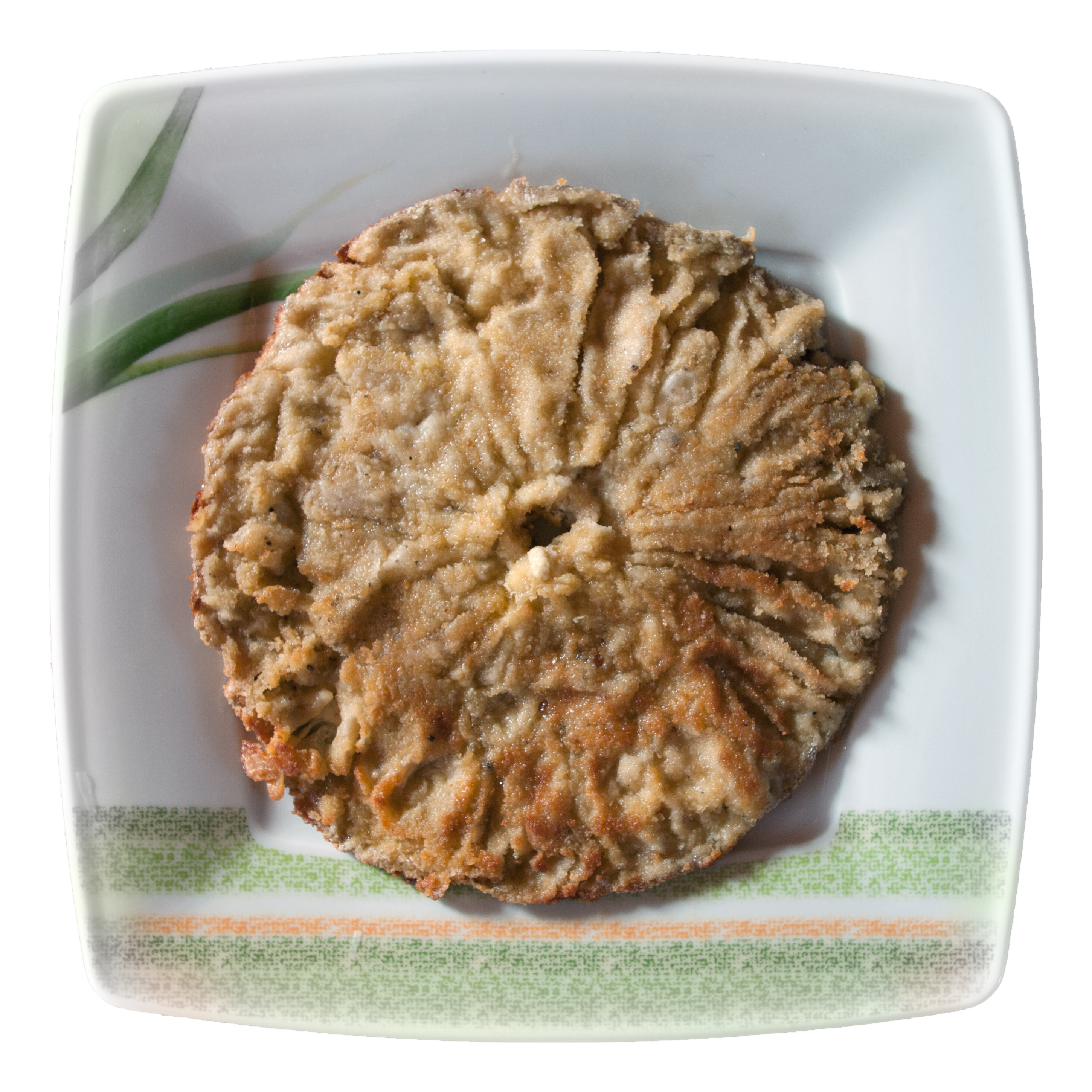